# Catife
A província de Catife, ou Qatif (em árabe: ٱلْقَطِيف Al-Qaṭīf), é uma província e área urbana localizada na região Oriental da Arábia Saudita. Ela se estende de Ras Tanura e Jubail, ao norte, até Damã, ao sul, e do golfo Pérsico, a leste, até o Aeroporto Internacional Rei Fahd, a oeste. A província inclui três grandes cidades: Catife, Safwa e Saihat, além de inúmeras vilas, aldeias e a ilha de Tarute. Cada cidade e vila possui seu próprio submunicípio, operando sob a jurisdição do município principal. Em 2022, a região de Catife tinha uma população de 552.442 habitantes.
Catife é um dos assentamentos mais antigos da península Arábica; sua história remonta a 3500 a.C., há mais de 5 mil anos, e foi uma parte fundamental da Arábia Oriental, também conhecida como Grande Barém, que era chamada de Dilmum naquela época e os sumérios a conheciam como a terra do paraíso, da imortalidade.
Catife, juntamente com Alhaça, são o núcleo histórico da moderna região Oriental da Arábia Saudita. Ambas as províncias abrigam populações nativas, muçulmanos xiitas, que residem na região há séculos. Em contraste, cidades como Damã e Cobar são desenvolvimentos relativamente recentes, estabelecidas no século XX, com populações que migraram em grande parte de outras partes do reino, incluindo Riade e Alcacim.